# Fundația Dinu Patriciu
Fundația Dinu Patriciu este o organizație non-guvernamentală, al cărei fondator și președinte este omul de afaceri român Dinu Patriciu. Înființată în iunie 2005, sub numele de Fundația Energie Vie, organizația a primit denumirea curentă în noiembrie 2007.
Prin strategia sa pe termen lung, fundația își propune să transforme societatea românească într-o societate formată din cetățeni creativi și responsabili, care au capacitatea de a face propriile alegeri. Pentru a atinge acest scop, fundația a dezvoltat programe specifice, prin intermediul cărora oferă suport financiar tinerilor care se află în imposibilitatea de a-și finanța studiile.
Dinu Patriciu a vărsat 100 de milioane de dolari într-un fond care va alimenta propria fundație umanitară și vrea să deschidă la București o universitate cu trei departamente: economic, științe politice și arte.

## Misiune, Viziune, Valori
Misiunea fundației este să sprijine și să promoveze educația, in toate formele sale, ajutând astfel la formarea unor indivizi cu un pronunțat spirit de inițiativă, cu o conștiință civică deosebită și un real simț al responsabilității. 
De asemenea, viziunea fundației relevă faptul că o societate nu se poate dezvolta decât ca rezultat direct al acțiunilor voluntare și neîngrădite ale membrilor săi, educația având un rol crucial în formarea unor astfel de indivizi. 
„Credem în dreptul fiecărui om de a-și hotărî propriul viitor.
Credem în tineri, pentru că în ei există entuziasmul, dinamismul și dorința de inovație, elemente cheie ale progresului.
Credem în educație ca fiind principalul mijloc de a forma indivizi și în aceștia, ca principali actori ai societății.
Mai presus de tot, credem în puterea exemplului personal și în datoria acelora care au cunoscut succesul de a-și împărtăși experiența și realizările cu restul societății."

## Programe
Fundația derulează două programe de burse, disponibile studenților români. Prin intermediul programului “Inventează-ți viitorul!”, Fundația Dinu Patriciu oferă anual un număr de 5.500 de burse elevilor de liceu și studenților, iar, prin programul “Orizonturi deschise”, aceasta finanțează 100 de studenți, înscriși la cursurile unora dintre universitățile de renume la nivel mondial. 
Pe langă acestea, programul “Sponsorizează un copil!” își propune să le ofere copiilor și tinerilor din familii cu posibilități financiare limitate resursele materiale de care au nevoie pentru a-și continua studiile, prin implicarea unor sponsori individuali care să îi sprijine. 
Programul “Educația merită!” atrage atenția asupra a două grave probleme ale sistemului educațional, anume lipsa fondurilor necesare și lipsa de interes manifestată din partea tinerilor. Scopurile strategice pe care fundația și le propune se referă la promovarea performanței și a educației ca modele pozitive și la asigurarea acelor resurse necesare pentru a atinge această performanță.

## Finanțare
Cea mai mare parte a fondurilor organizației sunt asigurate de catre Dinu Patriciu. Suma de 100 de milioane de dolari, donată de acesta fundației garantează un buget anual de aproximativ 7-8 milioane de dolari, cel mai mare procent fiind destinat derulării celor două programe de burse.